# Hoces del Pino

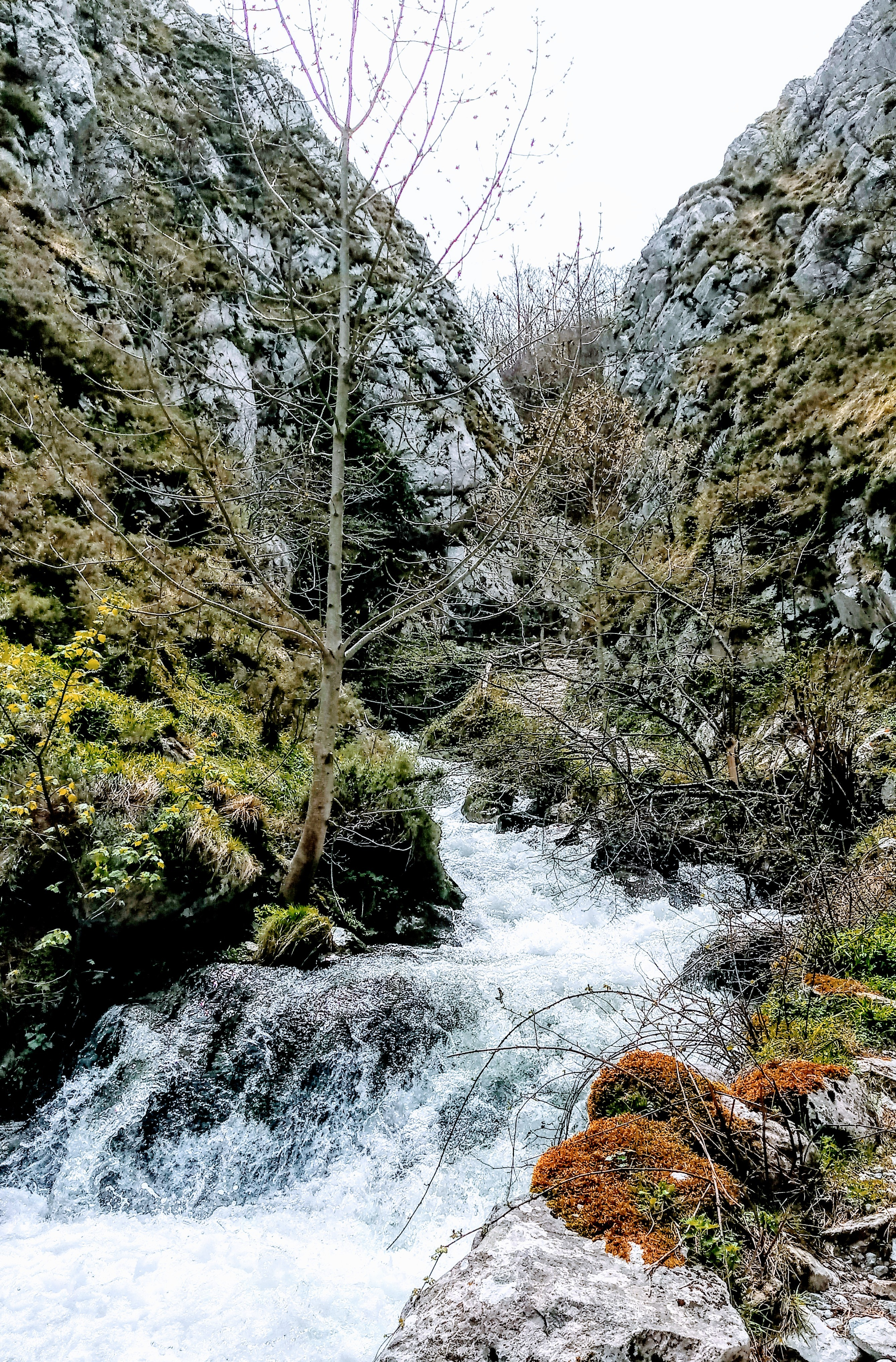
Río Bravo

Las Hoces del Pino (foces del Pinu en asturiano) son un corto desfiladero horadado por el río Pino formando numerosos rápidos y cascadas cerca del pueblo de Pino en el concejo asturiano de Aller. El entorno fue declarado monumento natural el 19 de abril de 2001 y protege un área de 76 hectáreas. El pequeño río, de 6 kilómetros, forma numerosos rápidos y saltos de agua, aunque el tramo de desfiladero propiamente dicho consta de solamente 300 m de paredes casi verticales con una anchura que, en algunos casos, no supera los 6 m.
En la vegetación se puede distinguir varias zonas:
- desde el inicio hasta las hoces abundan los pastizales de alta montaña y brezales con acebos. Los árboles predominantes en esta zona son las hayas;
- las hoces con escasa vegetación debido a lo abrupto del terreno con algún tejo;
- zona intermedia, tras las hoces, con un extenso hayedo y el resto de pastizal con avellanos y algún roble albar;
- la parte final, antes de la desembocadura en el río San Isidro, en que abundan los prados para cultivo y los castaños. En la ribera se encuentran sauces y alisos;

La fauna de la zona es variada e interesante, encontrándose el urogallo cantábrico, la nutria, el lobo, el rebeco, el corzo, el jabalí y el ciervo. 
Este conjunto de cumbres, la serranía de las Fuentes de Invierno, ya había sido catalogado como paisaje sobresaliente, en el inventario realizado en 1978 por el ICONA.